# Jutlandia
Das Motorschiff Jutlandia war ein 1934 gebautes Passagier- und Frachtschiff der dänischen Reederei Det Østasiatiske Kompagni (Ostasiatische Kompagnie). Bekannt wurde es besonders als Hospitalschiff während des Koreakriegs.

## Geschichte

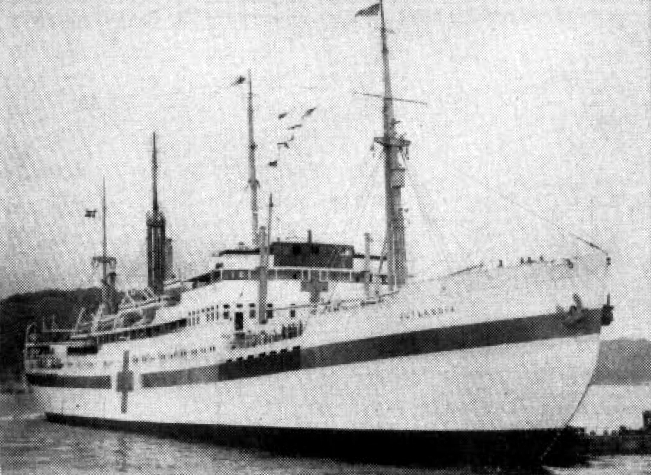

Im Auftrag der Vereinten Nationen und des Roten Kreuzes wurde die Jutlandia von 1951 bis 1953 als ziviles Lazarettschiff im Koreakrieg eingesetzt. Die dänische Regierung sorgte für die Umrüstung zu einem modernen Krankenhausschiff, so dass vier Operationssäle und 356 Krankenbetten zur Verfügung standen. Auf insgesamt drei Fahrten kam das Schiff zum Einsatz. Zwischenzeitlich wurde das Schiff mit einer Klimaanlage, einer Augenklinik und einem Hubschrauberdeck den Erfordernissen des humanitären Einsatzes weiter angepasst.
Im Gegensatz zu den militärischen Lazarettschiffen wurden auf der Jutlandia zivile Patienten versorgt, so dass neben 4981 Soldaten wohl weit mehr als 6000 Zivilisten behandelt wurden.
Am 16. Oktober 1953 lief die Jutlandia nach 999 Tagen im UN-Dienst  wieder in Kopenhagen ein, um fortan wieder von der EAC eingesetzt zu werden. Am 14. Januar 1965, verließ sie Kopenhagen zu ihrer letzten Fahrt nach Bilbao, wo sie verschrottet wurde.
Das Schiff wurde, langsam in Vergessenheit geratend, durch den Hit Jutlandia (1986) von Kim Larsen langfristig wieder in das dänische Bewusstsein gebracht.